# Devuan
Devuan este un sistem de operare GNU/Linux bazat pe Debian. Denumirea provine din combinația Debian și VUA (Veteran UNIX Admins): Debian + VUA = DeVUAn. Devuan folosește același manager de pachete APT ca și Debian, dar conține și propriile depozite de pachete. Distribuția a adoptat Xfce ca mediu desktop implicit. Printre susținătorii proiectului Devuan se numără și Fundația Dyne.
Obiectivul principal al proiectului este de a furniza o variantă Debian fără procesul de inițializare systemd. Devuan folosește pentru initinițializare sysvinit, dar oferă și alte sisteme init alternative ca OpenRC, runit, sinit, s6 și shepherd. Devuan nu are systemd în depozitele sale, dar încă mai păstrează libsystemd0 atâta timp cât există dependențe de acesta.
Prima versiune Devuan 1 Jessie, a fost publicată la 25 mai 2017. Ultima versiune stabilă este Devuan 2 Ascii, lansată la 8 iunie 2018.
Imagini iso Devuan sunt disponibile de asemenea pentru platforme ARM și dispozitive SBC (Single-board computers): Raspberry Pi, BeagleBone, Orange Pi, Banana Pi, OlinuXino, Cubieboard, smartphone (Nokia N900 și Motorola Droid 4), tablete Allwinner, Chromebook, și VirtualBox (QEMU și Vagrant). 

## Istoria Versiunilor
| Versiune | Nume de cod | Baza de cod          | Data lansării        | Sfârșitul suportului |
| -------- | ----------- | -------------------- | -------------------- | -------------------- |
| 1        | Jessie      | Debian 8 "Jessie"    | 25-05-2017           | 01-06-2020           |
| 2        | ASCII       | Debian 9 "Stretch"   | 09-06-2018           | N/A                  |
| 3        | Beowulf     | Debian 10 "Buster"   | 03-06-2020           | N/A                  |
| 4        | Chimaera    | Debian 11 "Bullseye" | 14-10-2021           | N/A                  |
| 5        | Daedalus    | Debian 12 "Bookworm" | N/A                  | N/A                  |
| unstable | Ceres       | Debian "Sid"         | Eliberare încontinuu | Eliberare încontinuu |

Sursă: 

## Distribuții bazate pe Devuan
- EterTICs, distribuție concepută pentru mediile radio din America Latină.

- Exe GNU/Linux, distribuție desktop pe LiveCD sau USB cu Trinity Desktop Environment.

- Gnuinos, utilizează managerul de ferestre Openbox.

- MIYO: este o distribuție minimalistă pentru calculatoarele mai vechi sau cu resurse limitate; utilizează Openbox ca manager de ferestre implicit.

- Nelum-Dev1, distribuție bazată pe Devuan cu Openbox, MATE și XFCE.

- refracta, include unelte speciale (refractainstaller, refractasnapshot și refracta2usb) care permit personalizarea instalării.

- Star, un mediu de dezvoltare menit să ajute utilizatorul să își creeze propria distribuție live.

- heads, distribuție liveCD similară cu Tails, care vizează păstrarea confidențialității și anonimatului

- Good Life Linux, pentru utilizatorii cu hardware mai vechi pentru a instala un sistem minimal bazat pe LXDE, Openbox sau Xfce.

- Crowz, distribuție liveCD pe 64 de biți cu o mică colecție de aplicații incluse implicit,  pentru Fluxbox, JWM și Openbox.

- FluXuan, optimizată pentru PC/laptop mai vechi, folosește Fluxbox și LightDM.[8]